# Johann Heinrich Linck
Johann Heinrich Linck (o mais velho, 1674–1734) foi um alemão farmacêutico e naturalista. Nasceu em Leipzig e dirigiu a farmácia da família, conhecida como "O Leão Dourado". Ele escreveu uma dissertação sobre estrelas-do-mar, De stellis marinis liber singularis (1733). O nome do gênero Linckia das estrelas-do-mar surgiu em sua homenagem.
O filho de Linck também foi chamado Johann Heinrich Linck (o mais novo, 1734–1807) e fez contribuições científicas no mesmo ramo que a de seu pai.